# 新施特雷利茨
新施特雷利茨（德語：Neustrelitz，發音：[nɔʏˈʃtʁeːlɪts] ⓘ）是德国梅克伦堡-前波美拉尼亚州梅克伦堡湖区县的城市，曾是梅克伦堡-施特雷利茨县的县治，面积139.86平方千米，2023年12月31日人口为20,385人。